# Liste der Monuments historiques in Saulxures-sur-Moselotte
Die Liste der Monuments historiques in Saulxures-sur-Moselotte führt die Monuments historiques in der französischen Gemeinde Saulxures-sur-Moselotte auf.

## Liste der Immobilien
| Bezeichnung          | Beschreibung                   | Standort                  | Kennzeichnung | Schutzstatus | Datum | Bild           |
| -------------------- | ------------------------------ | ------------------------- | ------------- | ------------ | ----- | -------------- |
| Château de Saulxures | Ruine eines Schlosses, um 1850 | Impasse du Château (Lage) | PA00107294    | Classé       | 1984  | weitere Bilder |

## Liste der Objekte
| Bezeichnung                             | Beschreibung                       | Standort                       | Kennzeichnung | Schutzstatus | Datum | Bild |
| --------------------------------------- | ---------------------------------- | ------------------------------ | ------------- | ------------ | ----- | ---- |
| Skulpturaler Schmuck der Schlossfassade | zwischen 1854 und 1861 hergestellt | am Château de Saulxures (Lage) | PM88001777    | Inscrit      | 2008  |      |
| Skulptur Heiliger Prikt                 | Stein, 1785                        | vor dem Pfarrhaus (Lage)       | PM88001776    | Inscrit      | 2008  |      |